# Ziona
Ziona (/ zai'awna /; Baktawng, 21 de julio de 1945-Aizawl, 13 de junio de 2021) fue un líder de Chana pâwl, una secta cristiana que practicaba la poligamia. La secta fue formada por su abuelo Khuangtuaha en 1942 como una denominación millennialista, que sobrevive en el distrito de Serchhip en el estado indio de Mizoram, el cual comparte fronteras con Bangladés y Birmania. Después del desalojo de la aldea de Hmawngkawn, la secta se estableció en la aldea de Baktawng, Mizoram, donde nació Ziona. A menudo se atribuía a Ziona como poseedor del récord mundial por ser el jefe de la «familia existente más grande del mundo» o la «familia más grande del mundo». Tuvo 39 esposas, 94 hijos, 14 nueras, 33 nietos y 1 bisnieto; 181 miembros de la familia en total. 
Apareció en Ripley ¡aunque usted no lo crea! como las 11 historias más extrañas de 2011, y en el libro 9 de Ripley Believe It or Not de 2013. Crease o no de Ripley

## Vida y familia
Ziona nació Zionnghaka el 21 de julio de 1945 en la aldea de Baktawng en el distrito de Serchhip, que está a 100 kilómetros (62 millas) al sur de Aizawl, la capital de Mizoram. Fue conocido popularmente entre los nativos de Mizo como Pu Ziona, y comúnmente mal llamado en los medios no nativos como Ziona Chana. Su padre era Chana, líder de la secta cristiana, Chana Pâwl. Se casó con Zathiangi, su primera esposa, que era mayor que él por tres años, a la edad de 17 años. Zathangi controlaba las actividades domésticas de la familia con estricta disciplina. Tras la muerte de Chana el 27 de febrero de 1997, fue elegido sucesor. La secta lo llamó por el título "Hotupa" (que literalmente significa líder o maestro). Cuando asumió el liderazgo, ya tenía más esposas que su padre. Se casó con diez de sus esposas en el lapso de un año.
Ziona construyó una mansión de cuatro pisos que parece una pensión, para acomodar a su numerosa familia. La casa se llama "Chhuan Thar Run" o la Casa de la Nueva Generación y está ubicada en la aldea montañosa de Baktawng. También hay un "Khualbuk" o una casa de huéspedes para alojar a los visitantes que llegan al pueblo. Ziona tenía una habitación doble en la planta baja de esta mansión y sus esposas se turnaban para dormir con él según una lista. Sus esposas más jóvenes se quedaban cerca de su habitación en el mismo piso y siempre había entre siete y ocho esposas atendiendo sus necesidades durante el día. Todas las esposas mayores viven en los dormitorios del primer piso de la mansión, mientras que sus esposas más jóvenes viven en la planta baja. Sus esposas afirman que no hay rivalidad entre ellas. De sus 39 esposas, 22 son menores de 40 años y tienen una semana para pasar con él. Tenía 26 yernos y sus hijas viven separadas con sus familias. Dijo que había nombrado a todos sus hijos y nietos y recordaba los nombres de todos los miembros de su familia.
La familia de Ziona es autosuficiente y cultiva cultivos para sus necesidades alimentarias. También ha establecido una escuela para sus hijos y su hermano menor se ocupa de su funcionamiento. Aunque la enseñanza en la escuela se basa en un plan de estudios prescrito por el gobierno, ha agregado algunas materias específicas de su secta Chana. No buscó ninguna ayuda del gobierno.
Las esposas de Ziona cocinan y sus hijas se encargan de limpiar la casa y de lavar la ropa. Los hombres de la familia se ocupan de la cría de ganado, la agricultura (cultivo de jhum), las pequeñas industrias artesanales de muebles de madera (carpintería), la fabricación de utensilios de aluminio, etc.
El cumpleaños número 68 de Ziona se celebró el 21 de julio de 2013 con 150 invitados.

### Vida posterior y muerte
A los 75 años, a Ziona le diagnosticaron hipertensión y diabetes mellitus. El 7 de junio de 2021, enfermó gravemente y perdió el conocimiento el 11 de junio. Los médicos de Baktawng descubrieron que tenía anemia. En estado crítico, fue llevado al Hospital Trinity en Aizawl la tarde del 13 de junio. Ya estaba inconsciente cuando llegaron al hospital alrededor de las 2:30 pm y fue revivido brevemente mediante RCP pero murió después de 10 minutos de ingreso. Le sobreviven 38 esposas, 89 hijos y 33 nietos.

## Fe religiosa
Ziona era el jefe del grupo conocido como Chana Pâwl (Pâwl significa secta, grupo u organización), una secta cristiana que practica la poligamia. Su abuelo (o hermano mayor de su padre) Khuangtuaha fundó la secta el 12 de junio de 1942 en la aldea de Hmawngkawn, y originalmente se llamaba Khuangtuaha Pâwl. En ese momento, la iglesia cristiana principal en Mizoram se opuso a las prácticas paganas para usar en el culto cristiano, incluido el uso del tambor tradicional llamado khuang. Khuangtuaha Pawl creía que el tambor era inofensivo y lo adoptó como uno de los instrumentos clave para la adoración. La secta también abogó por el milenialismo al aceptar el evento literal del Capítulo 20 de Apocalipsis de la Biblia a "Kum Sang Rorel" o el gobierno de 1000 años por Jesucristo en la Tierra. La Iglesia Presbiteriana los excomulgó y siguiendo su ejemplo, el Jefe de Hmawngkawn los desterró por propagar una teología considerada "incorrecta y peligrosa". La secta se mudó y se estableció en Baktawng. Después de la muerte de Khuangtuaha, su hijo Chana heredó el liderazgo de la secta. La secta luego se renombró a sí mismos como Chana Pâwl, pero usan "Lalpa Kohhran" (que significa "La Iglesia del Señor") formalmente para su denominación. La secta celebra su día de fundación como "Bawkte Kut" o el festival de la cabaña el 12 de junio de cada año. Los miembros de la secta son unos 2.000 que residen en la aldea de Baktawng Tlangnuam.

## Récord mundial
Aunque se informa popularmente que Ziona tiene el récord mundial de encabezar la familia más grande en el Libro Guinness de los récords, incluso en la información del gobierno, no está incluido en el Guinness. (Guinness no tiene récord de familia humana más grande). En 2007 se le propuso ingresar a la Guinness, pero cuando los funcionarios lo visitaron se negó a regalar su fotografía. En 2011, le explicó a un reportero de CNN, la razón por la que rechazó el registro, fue porque «no quiere la publicidad»».
La familia de Ziona está registrada por la Academia de Récords Mundial como estableciendo el récord mundial para la "Familia más grande". En el momento de la entrada récord en 2011, Ziona tenía 39 esposas, 94 hijos, 14 nueras y 33 nietos. El mismo año, The Wall Street Journal incluyó a la familia como «La familia más grande del mundo». Ziona figura como «cabeza de la familia más grande del mundo» en los récords mundiales de Londres en 2019.
En 2011, Ripley, ¡aunque usted no lo crea!, mientras registró a la familia de Ziona como la familia viva más grande del mundo, observó: «Es una apuesta segura que a Ziona Chana no le impresionaría ver 19 Kids and Counting o Sister Wives. El hombre indio de 75 años tenía 39 esposas, 94 hijos y 33 nietos y 1 bisnieto».
Ziona y su familia fueron incluidos en el libro 9 de Ripley Believe It or Not de 2013.